# Martyn Puschkar
Martyn Iwanowytsch Puschkar (ukrainisch Марти́н Іванович Пушка́р; * 1598 in Owrutsch; † 1. Juni 1658 in Poltawa) war ein Polkownyk der Saporoger Kosaken und kämpfte im Chmelnyzkyj-Aufstand auf Seiten seines Freundes Bohdan Chmelnyzkyj für ein Kosaken-Hetmanat. 